# Saccharomycotina
Saccharomycotina es un subfilo del filo Ascomycota, hongos formadores de sus esporas sexuales en sacos o ascas, y consisten en levaduras. No forman ascocarpos (cuerpos de fructificación), sus ascas son desnudas, y se pueden reproducir asexualmente por gemación.
La única clase en este subfilo es Saccharomycetes.
Incluye a la bien conocida levadura de cerveza Saccharomyces cerevisiae y el género Candida que infecta mamíferos.
- Datos: Q508019
- Multimedia: Saccharomycotina / Q508019
- Especies: Saccharomycotina